# Jan Keizer
Jan Keizer (Volendam, 6 de octubre de 1940-18 de noviembre de 2024) fue un árbitro de fútbol neerlandés que fue diecisiete años árbitro internacional FIFA.

## Carrera
A nivel de torneos importantes arbitró dos partidos de la Copa Mundial de Fútbol de 1986 en México, un partido de la Eurocopa 1984 en Francia, en la Copa Mundial de Fútbol Juvenil de 1983 y la final de fútbol olímpico de 1984 entre Francia ante Brasil.
También participó en la clasificación para la Eurocopa de 1980, 1984 y 1988; y las eliminatorias para Argentina 1978, España 1982 y México 1986.